# Denys Carnill
Denys Carnill, né le 11 mars 1926 à Hampstead et mort le 30 mars 2016, est un joueur britannique de hockey sur gazon.

## Carrière
Denys Carnill a fait partie de la sélection britannique de hockey sur gazon médaillée de bronze aux Jeux olympiques d'été de 1952 à Helsinki.